# Markthalle Stuttgart

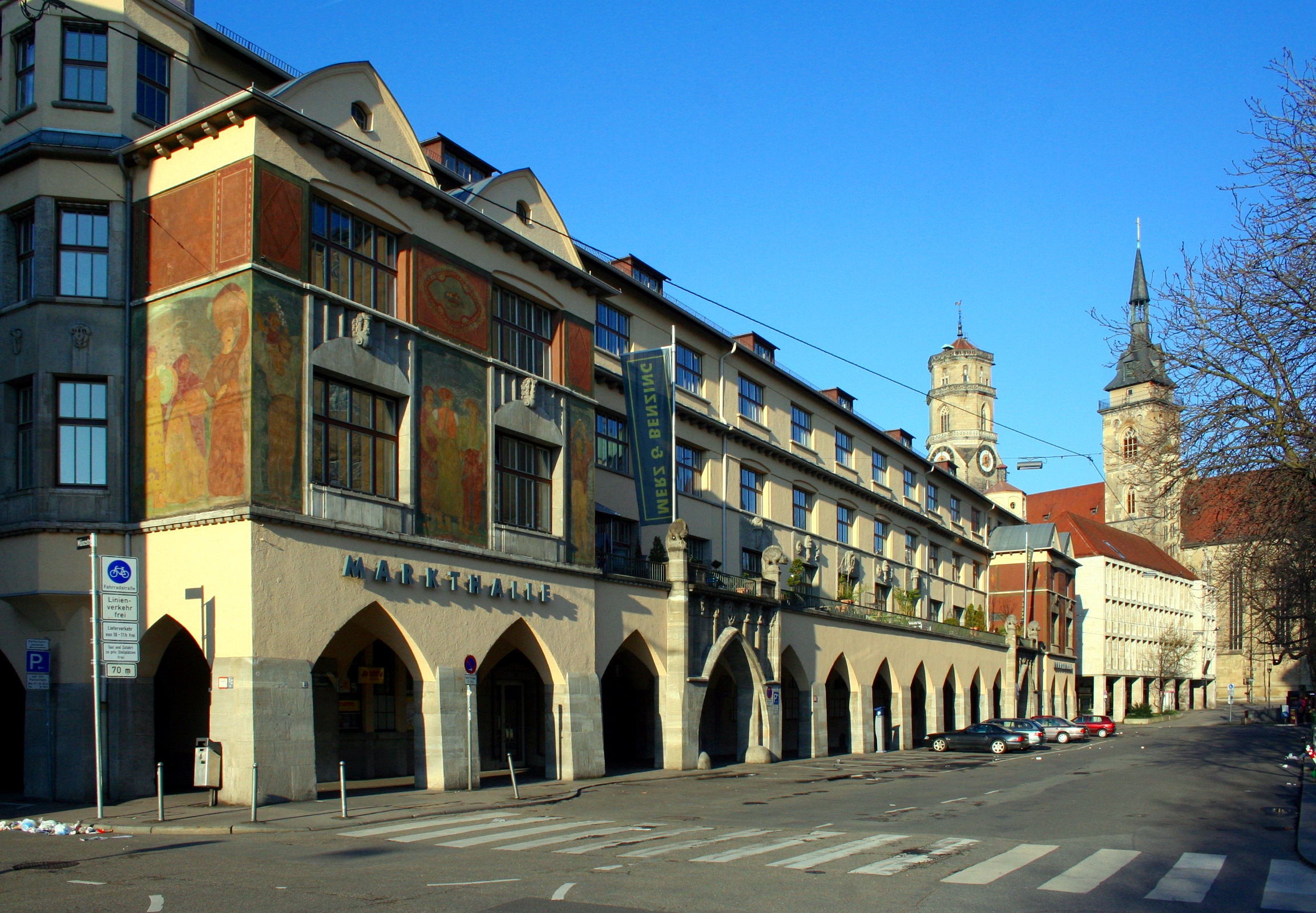
Hauptfassade an der Dorotheenstraße

Die Markthalle Stuttgart wurde 1914 im Stadtzentrum Stuttgarts (Dorotheenstraße 4) eröffnet. Heute ist die Markthalle ein Lebensmittelmarkt im gehobenen Preissegment. Sie bietet insgesamt 6800 Quadratmeter Nutzfläche für Dienstleister und Händler, davon im Erdgeschoss 3500 Quadratmeter für Verkaufsstände. 2010 existierten 37 verschiedene Verkaufsstände. Der stützenfreie Raum der Halle ist 60 Meter lang und 25 Meter breit. An der Sporerstraße und in der Markthalle befinden sich mehrere Restaurants.

## Geschichte

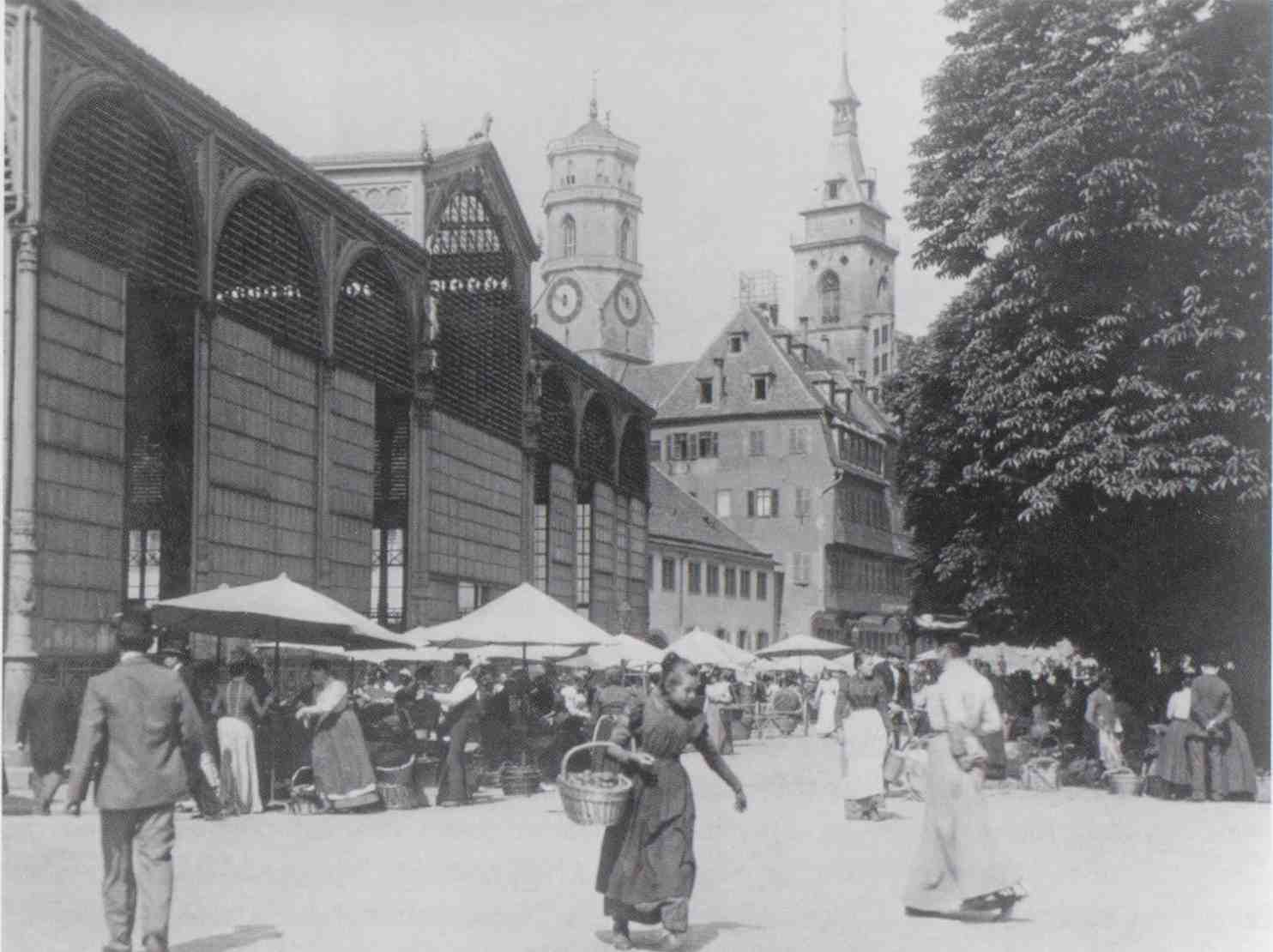
Alte Markthalle, vor 1911

Der erste befestigte Warenumschlagplatz Stuttgarts befand sich ab 1450 im gräflichen Herrenhaus auf dem heutigen Marktplatz. Schon vor dem Abriss des Herrenhauses im Jahr 1820 verlagerte sich das Marktgeschehen auf den heute nicht mehr bestehenden Dorotheenplatz und auf den Karlsplatz. Zudem wurde der Alte Marstall als Kornspeicher und Frucht- und Waagenhaus genutzt.
1864 schenkte König Wilhelm I. von Württemberg seiner Hauptstadt eine neue Markthalle. Nach dem Vorbild der Pariser Markthallen (Les Halles) sollten die Stuttgarter Viktualienmärkte unter einem Dach vereint werden, damit „die Frauen und Töchter unserer Wengerter, geschützt von den Unbillen der Witterung, ihre Produkte feil bieten können.“ (Wilhelm I.) Die Alte Markthalle oder Gemüsehalle wurde 1864 nach den Plänen des Architekten und Eisenbahningenieurs Georg von Morlok erbaut und am 27. Dezember 1864, ein halbes Jahr nach dem Tod von Wilhelm I., eröffnet.
Die Eisen-Glas-Konstruktion des Neubaus wurde auf dem Grundstück der heutigen Markthalle errichtet. Die Halle bestand aus einem Tragwerk aus vorgefertigten Gusseisenträgern und Gusseisenprofilen. Auf einer Grundfläche von 40 mal 41 Metern entstand ein Gebäude mit einem hohen Mittelschiff, das sich zum Alten Schloss und zum Marktplatz hin öffnete. Die drei quer zum Mittelschiff verlaufenden, niedrigeren Seitenschiffe wurden wie dieses durch flache, gläserne Satteldächer belichtet.
Entgegen der Planung erwies sich die Grundfläche der Markthalle von Beginn an zu klein, um alle Marktbetreiber aufzunehmen. Es dauerte fast 50 Jahre, bis dieser Mangel durch einen größeren Neubau von Martin Elsässer behoben wurde.

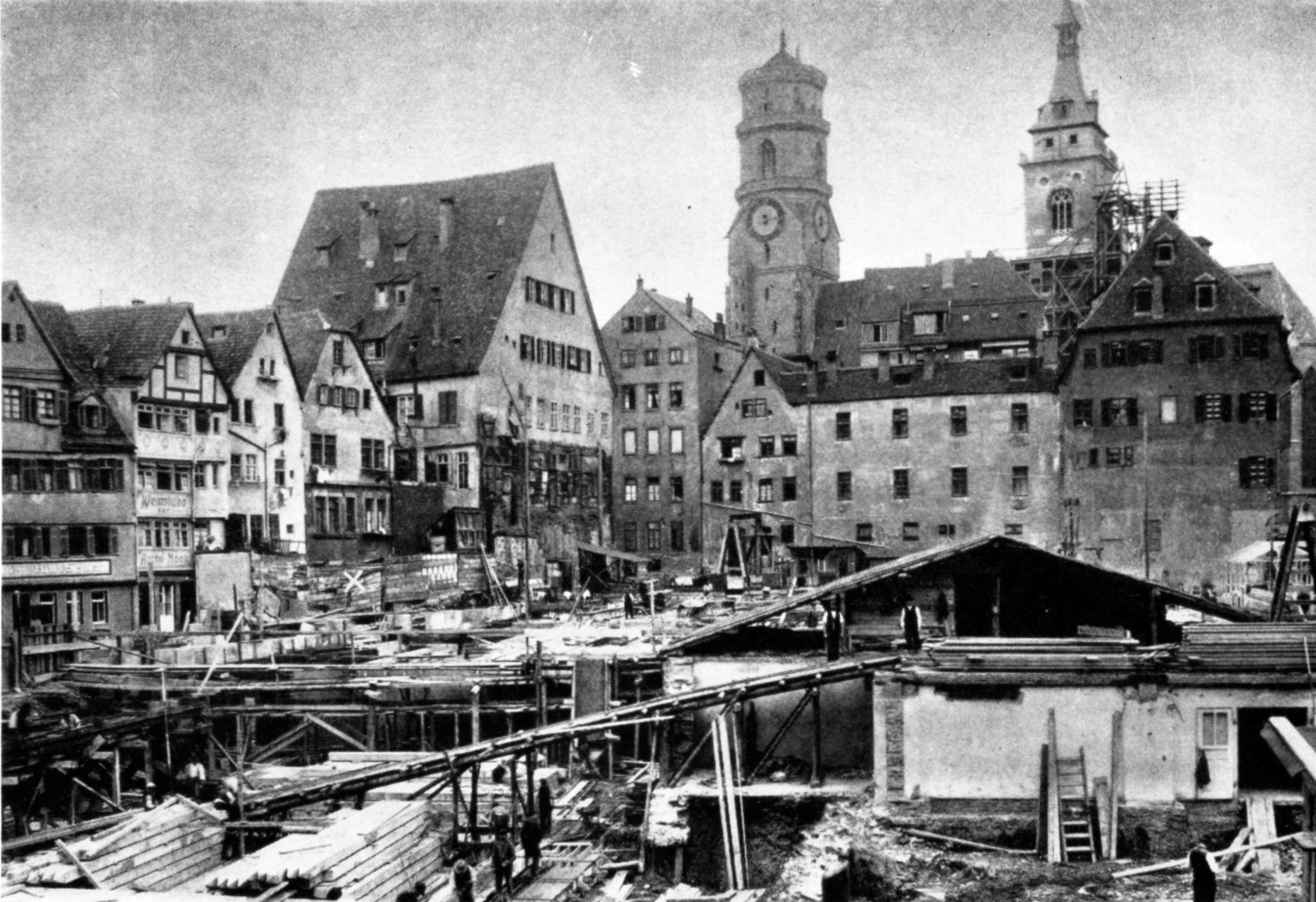
Abbruch der Alten Markthalle, 1912

### Neue Markthalle
Im Jahr 1910 veröffentlichte die Fachzeitschrift Zentralblatt der Bauverwaltung das Ergebnis eines Architektenwettbewerbs für den Bau einer Markthalle in Stuttgart. Daran hatten sich 77 Architekten aus Stuttgart beteiligt, den ersten Platz belegte der Entwurf von Martin Elsaesser, wofür ihm ein Preisgeld von 5.000 Mark zuerkannt wurde und er auch den Bauauftrag erhielt. Ausgewählt wurde für die Halle eine Stelle, auf der sich u. a. seit 1864 eine Gemüsehalle befand.
Die Markthalle entstand 1911 bis 1914 nach den Plänen und unter Leitung von Elsaesser. Die Baukosten beliefen sich auf 1,85 Millionen Mark. Die Eröffnung erfolgte im Januar 1914. Im Inneren stellt sich die Halle als eine sachliche Eisenbetonkonstruktion dar. Diese führte das Unternehmen Buchheim & Heister mit Hauptsitz in Frankfurt am Main aus. Die Halle mit ihren damals über 400 Verkaufsständen bot schon damals ein großes Sortiment an Nahrungsmitteln an.
Bei den Luftangriffen 1944 wurde die Markthalle beschädigt. Ab Kriegsende instand gesetzt, konnte sie 1947 ihre Funktion wieder aufnehmen.
Überlegungen in den frühen 1970er Jahren, die Markthalle abzureißen oder umzunutzen, stellte sich eine wehrhafte Opposition aus Standbesitzern, Kunden, Presse und Denkmalbehörden entgegen. Der Gemeinderat beschloss daraufhin mit einer Stimme Mehrheit die Erhaltung der Markthalle. Der Stern hatte dem Bau zuvor noch attestiert, er sei die schönste Markthalle Deutschlands. Seit 1973 gilt die Markthalle als Kulturdenkmal von besonderer Bedeutung nach § 12 des baden-württembergischen Denkmalschutzgesetzes; als solches ist sie seit 1978 förmlich in das Denkmalbuch eingetragen.

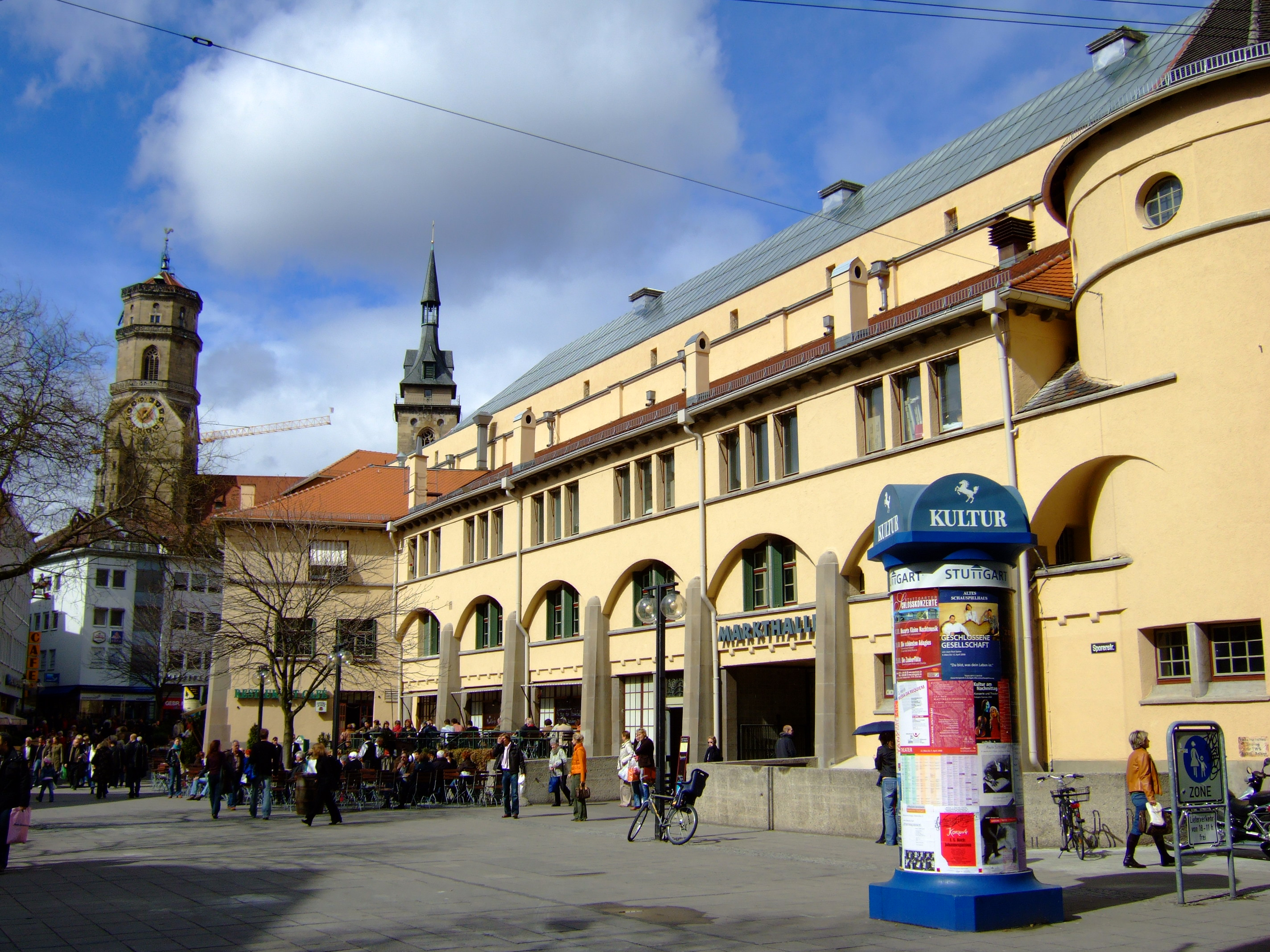
Rückfassade an der Sporerstraße
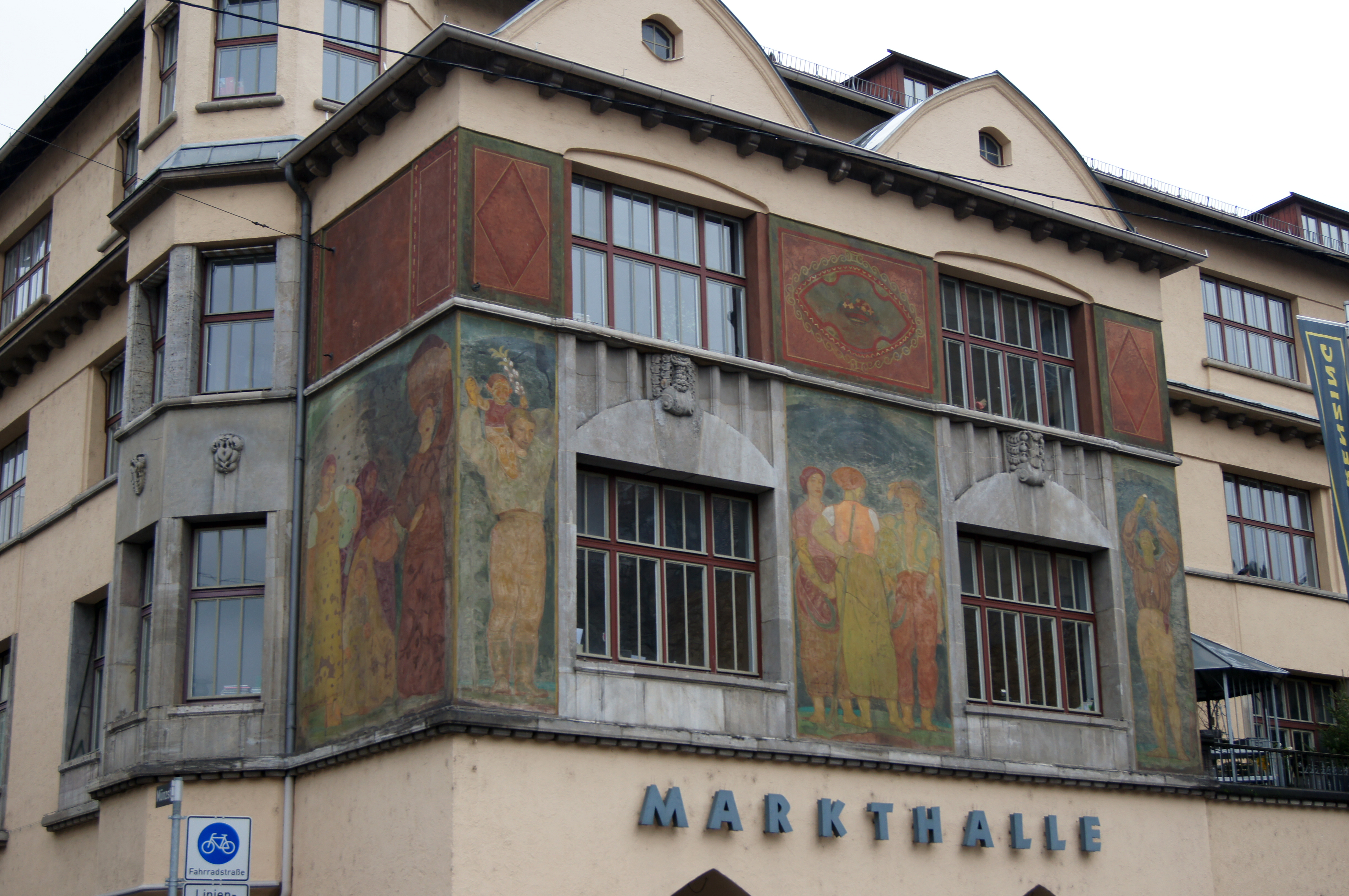
Wandmalereien am linken Risalit der Hauptfassade
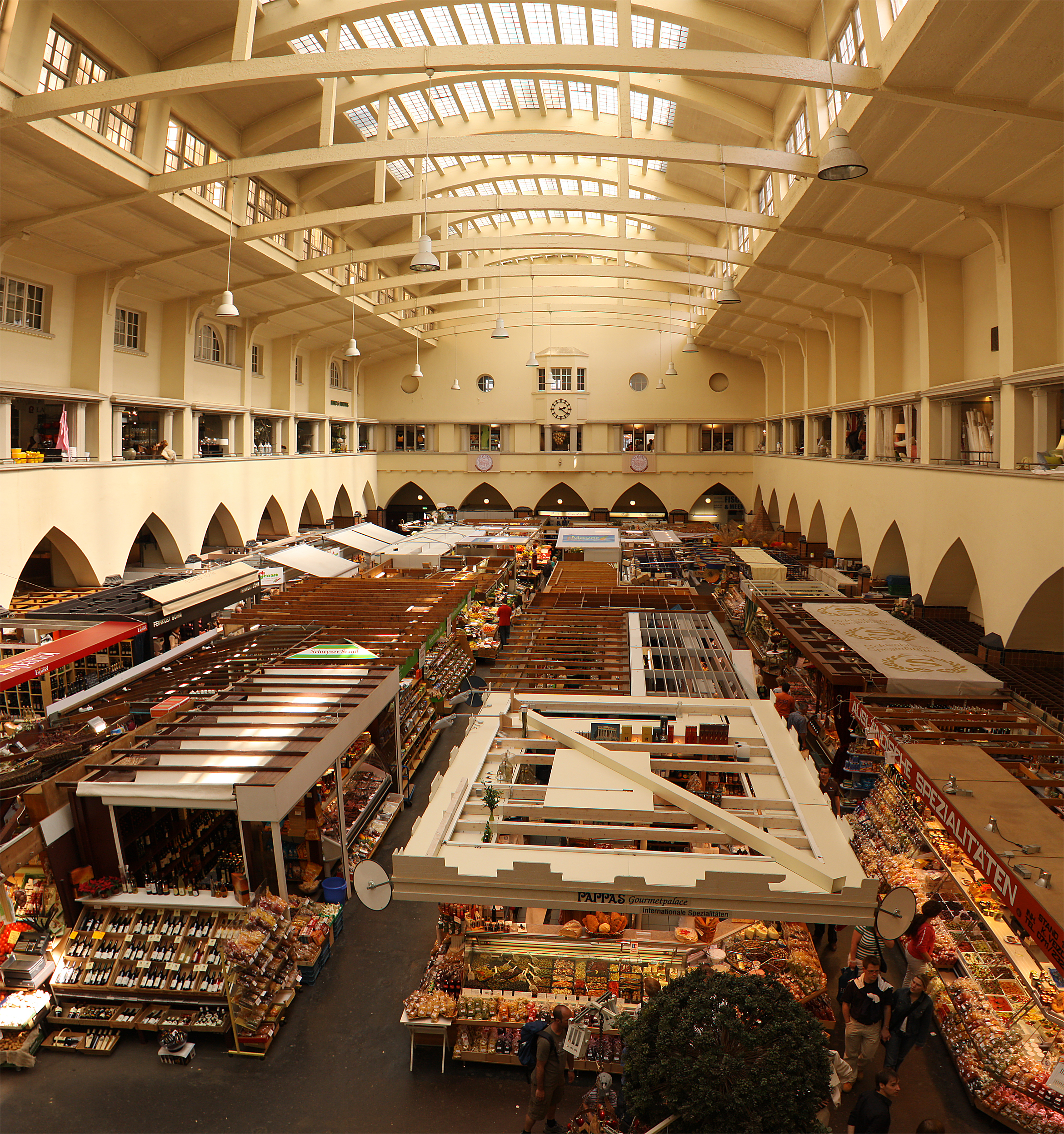
Innenansicht
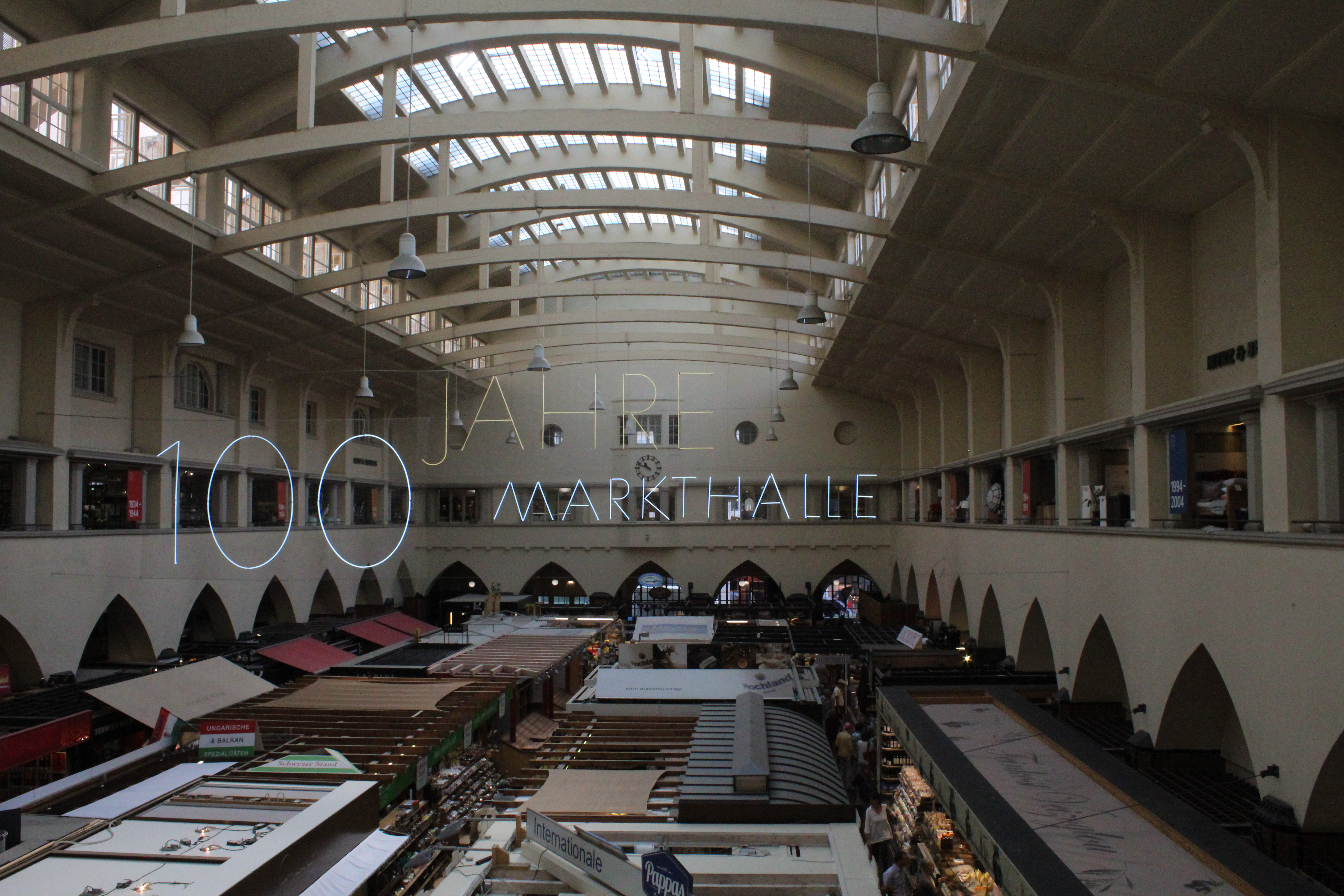
Installation zum 100-jährigen Jubiläum

1993 beschädigte ein Brand den Innenraum, so dass eine Renovierung notwendig wurde. Seit 2008 befindet sich an einer der Schmalseiten wieder ein Brunnen. Der Ceresbrunnen, dessen Vorgänger von 1916 bis 1944 in Betrieb gewesen war, wurde auf Betreiben des Fördervereins Alt Stuttgart auf Grund eines Fotos nachgebildet.

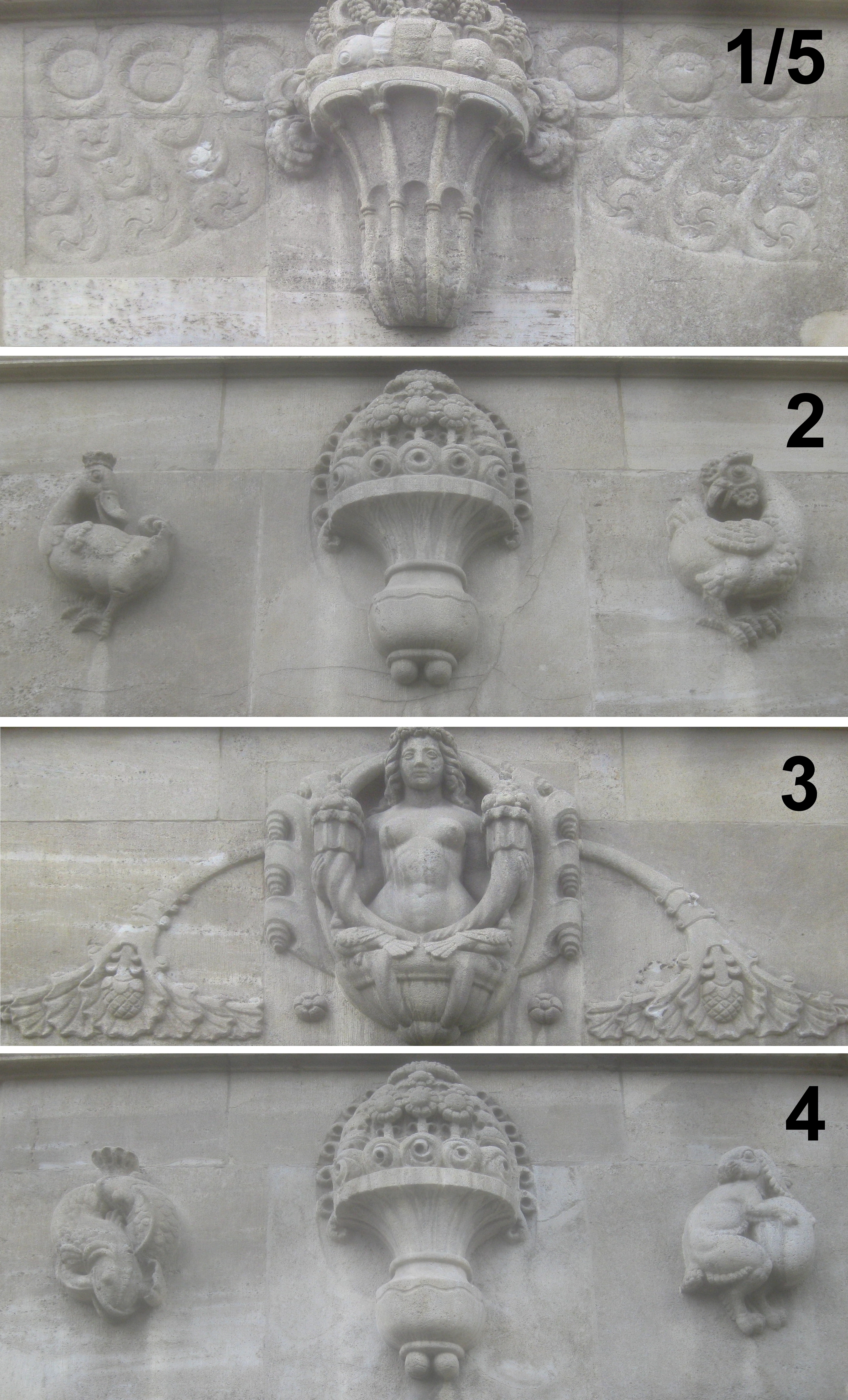
Reliefs von Josef Zeitler

## Fassadenschmuck
Die Fassaden bestehen zum Teil aus Muschelkalkstein, zum Teil aus Kunststein. Die Gliederungen des Baus haben expressionistisch interpretierte gotisierende Formen. Geschmückt ist die Halle zudem an der Fassade zur Dorotheenstraße bzw. Karlsplatz und Altem Schloss mit Wandmalereien von Franz Heinrich Gref und Wilhelm Nida-Rümelin und mit Bildhauerarbeiten von Jakob Brüllmann und Josef Zeitler. Brüllmann schuf den bildhauerischen Schmuck an den beiden Portalen.
Der Fassadenschmuck besteht aus den folgenden Reliefs und Skulpturen (Wenn nicht anders angegeben, ist nicht bekannt, welcher der beiden Künstler welche Kunstwerke geschaffen hat):
- Reliefs von Josef Zeitler, die zwischen den Fensterreihen des ersten und zweiten Obergeschosses nebeneinander angeordnet sind.[12] Die Reliefs 1–5 sind von links nach rechts durchnummeriert.
  1. Vase mit Früchten
  2. Ente, Vase mit Blumen, Hahn
  3. fischschwänzige, nackte Nixe mit zwei Füllhörnern
  4. zwei schwanzbeißende Fische, Vase mit Blumen, Eichhörnchen mit Riesennuss
  5. Vase mit Früchten
- Vier Echsenfiguren auf den Eckpfeilern der beiden Hauptportale.
- Linkes Hauptportal: Breites Mittelrelief mit je zwei flankierenden Rechteckfeldern. Die Felder werden von Blendsäulchen begrenzt, deren Kapitelle als Puttenatlanten ausgebildet sind. Das Mittelrelief zeigt ein Ovalmedaillon mit dem springenden Stuttgarter Rössle, umgeben von floralen Ornamenten. Die Seitenfelder zeigen Tiere (Hahn, Fuchs, Krebs, Fisch), die ebenfalls von floralen Ornamenten eingerahmt werden.
- Rechtes Hauptportal: Breites Mittelrelief mit je zwei flankierenden Rechteckfeldern. Die Felder werden von Blendsäulchen mit Schmuckkapitellen begrenzt. Das Mittelrelief zeigt ein Rundmedaillon mit dem springenden Stuttgarter Rössle als stillende Stute, flankiert von Füllhörnern und landwirtschaftlichen Produkten. Die vier Seitenreliefs zeigen Marktszenen.

Die Brüstung der Empore im Innern der Markthalle wird über dem Ceresbrunnen von einem stark beschädigten Relief gekrönt, das ein springendes Stuttgarter Rössle als stillende Stute zeigt.

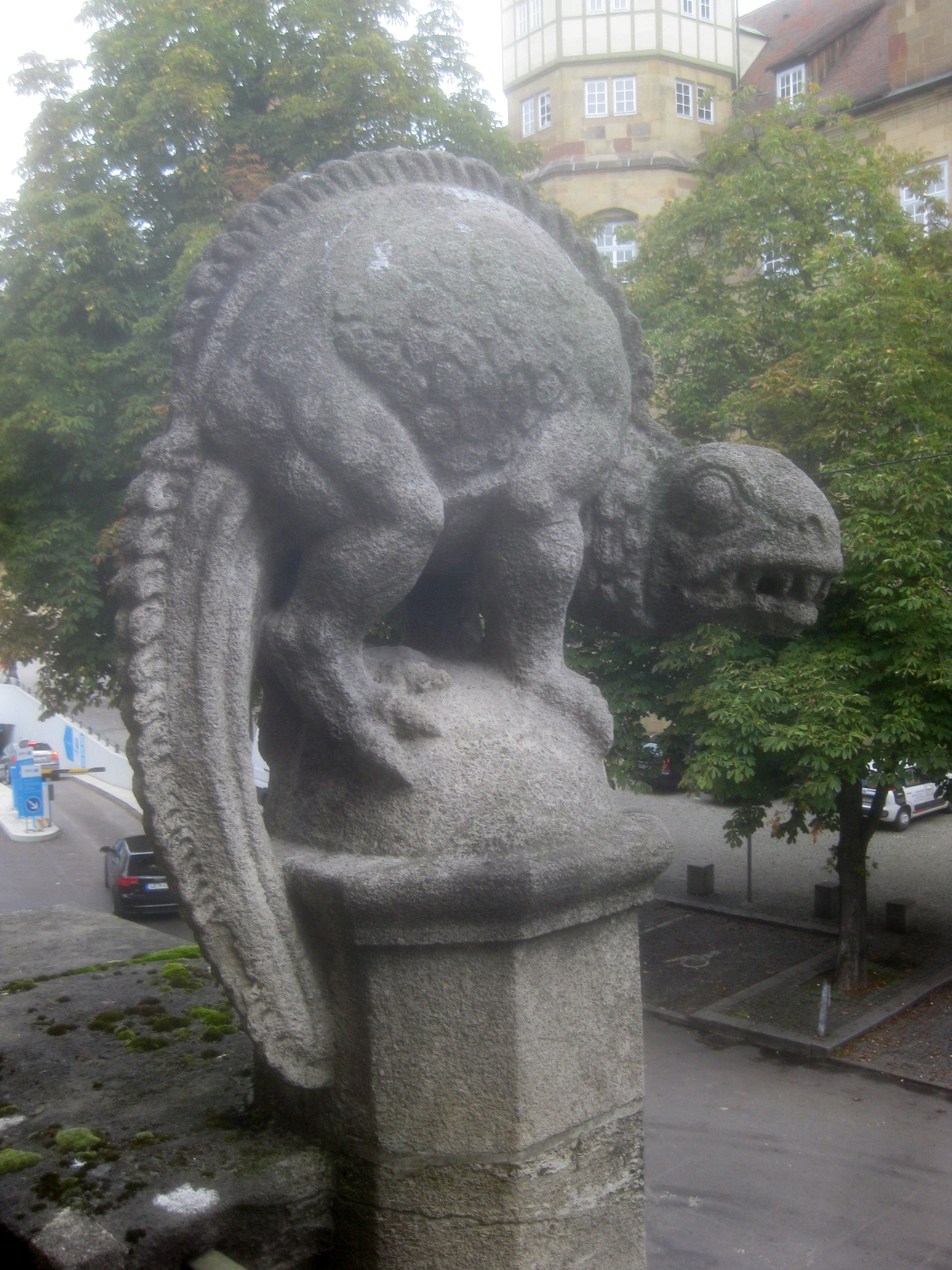
Echsenfigur
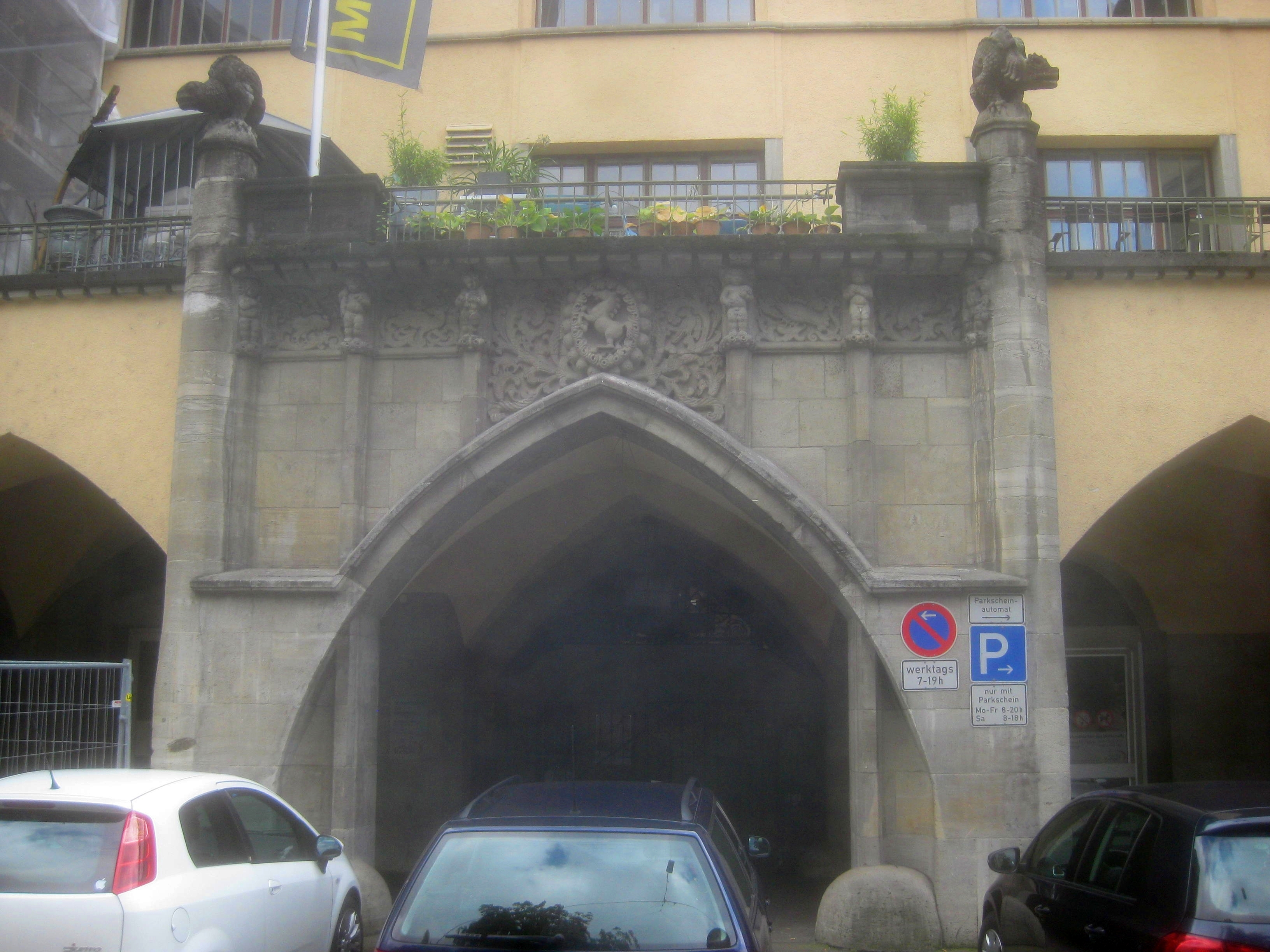
Linkes Hauptportal
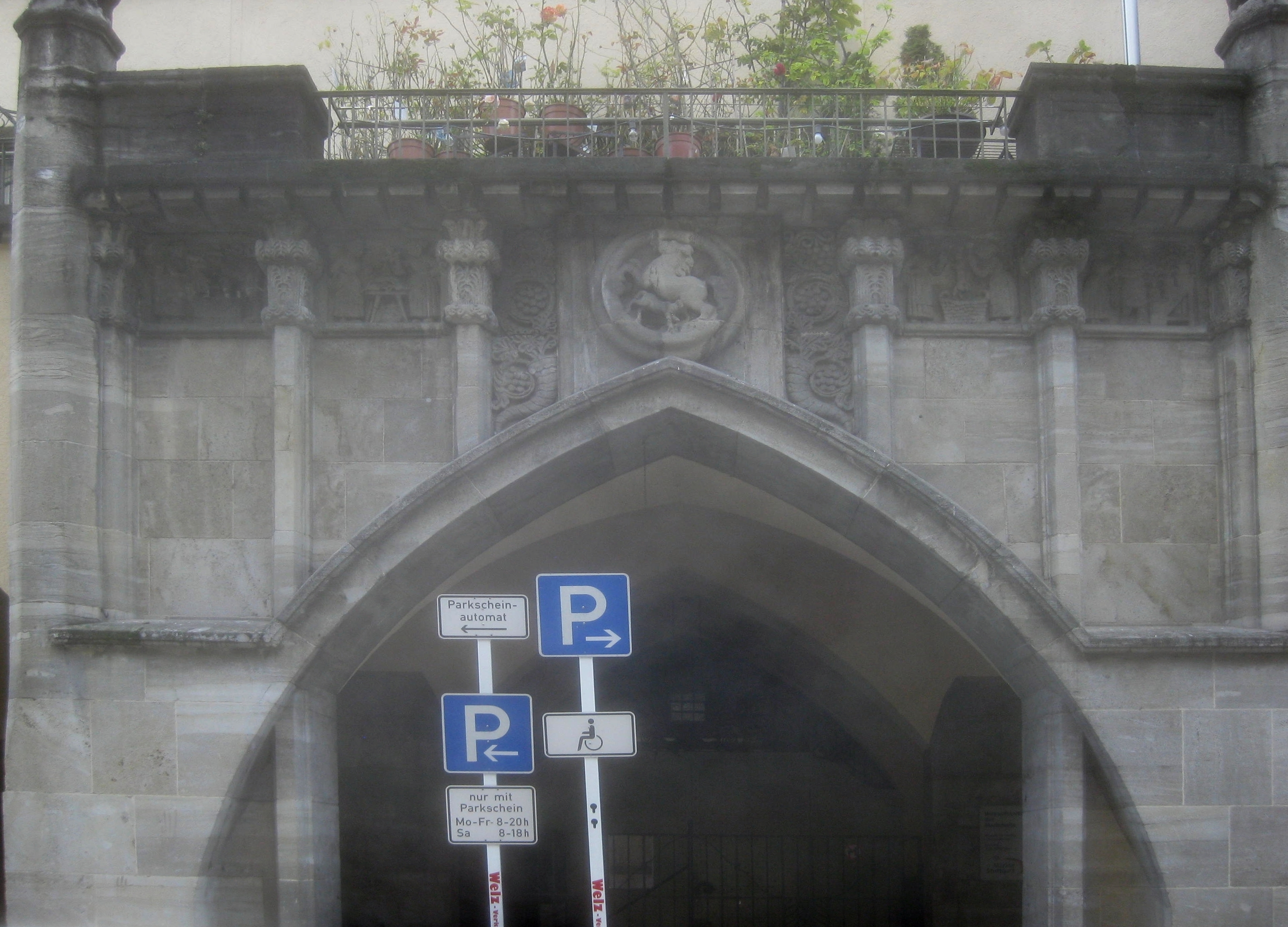
Rechtes Hauptportal
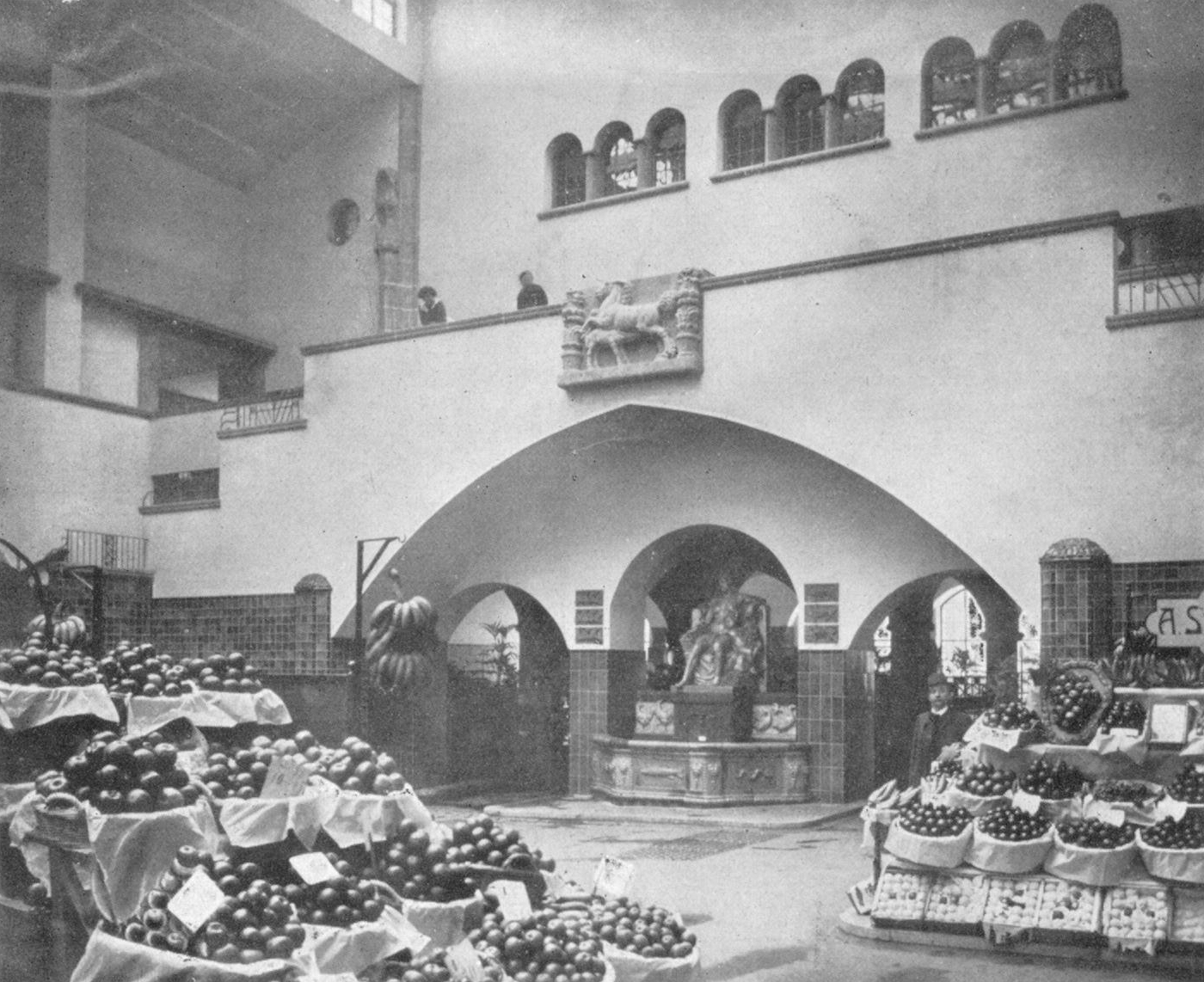
Rössle-Relief im Innern der Markthalle, Foto: 1914

## Straßenbahnanschluss
Eine Besonderheit der Stuttgarter Markthalle ist das circa 25 Meter lange Stück Meterspur-Gleis in Rillenschienenausführung am östlichen Ende der Markthalle, das heißt an der Seite zur Münzstraße hin. Es beginnt am Eingang Dorotheenstraße und endet am Eingang Sporerstraße. Das Gleis wurde etwa zwei Jahre vor Eröffnung der Markthalle von den Stuttgarter Straßenbahnen (SSB) gelegt und war für den 1912 eingerichteten Marktwagenverkehr mit Straßenbahnen zwischen Wangen und dem Karlsplatz vorgesehen. Auf letzterem wurde für die Güterzüge im Zuge der Goerdelerstraße ein spezielles Stumpfgleis entlang des damaligen Waisenhauses beziehungsweise beim heutigen Grand Café Planie (früher Café Sommer) angelegt. Später wurden auch Hedelfingen, Zuffenhausen, Esslingen und Botnang in den Marktwagenverkehr einbezogen.
Ursprünglich sollten in die Markthalle jene Wagen einfahren, mit denen die Körbe transportiert wurden. Jedoch nahm die Straßenbahngesellschaft auf Wunsch der Marktleute schon kurz nach Aufnahme des Marktwagenverkehrs spezielle Plattformwagen in Betrieb, auf welchen die Bauern und Gärtner auch ihre Leiterwagen transportieren konnten. Dadurch entfiel die Notwendigkeit mit den Straßenbahnwagen direkt in die Markthalle einzufahren, weil die Marktbeschicker ihre Wagen problemlos selbst von der Goerdelerstraße in die Markthalle ziehen konnten. Aus diesem Grund ging das Gleis in der Markthalle mutmaßlich nie in Betrieb und war auch nicht an das Schienennetz angeschlossen. Heute handelt es sich um den ältesten Straßenbahn-Gleisrest Stuttgarts.